# The square (película de 2017)
The Square (2017) es el nombre de una película dramática satírica sueca dirigida por Ruben Östlund y protagonizada por Claes Bang, Elisabeth Moss, Dominic West y Terry Notary. Se rodó en Gotemburgo, Estocolmo y Berlín.
La película trata sobre la publicidad que rodea a una instalación artística y fue inspirada en parte por una que Östlund y el productor Kalle Boman habían montado.
La cinta participó en el Festival de Cine de Cannes 2017, en el que recibió principalmente críticas positivas y ganó la Palma de Oro. Luego fue seleccionada para competir en el Festival Internacional de Cine de Toronto 2017.

## Sinopsis
Christian director artístico de un museo de arte contemporáneo, se encarga de una exposición titulada "The Square" en la que hay una instalación que fomenta valores humanos y altruistas. Cuando contrata a una agencia de relaciones públicas para difundir el evento, la publicidad produce malestar en el público.

## Reparto
- Claes Bang  como Christian, director del museo.
- Elisabeth Moss como Anne, la periodista estadounidense.
- Dominic West como Julian,  el artista que participa en una conferencia.
- Terry Notary como Oleg, el hombre «mono».
- Christopher Læssø como Michael, el colaborador de Christian.
- Marina Schitpjenko
- Linda Anborg como Linda.
- Annica Liljeblad como Sonja.

## Producción

### Desarrollo
La historia de la película se concibió cuando el director Ruben Östlund y el productor Kalle Boman ingresaron en una instalación en el Museo Vandalorum en Värnamo en 2014.En la declaración de sus artistas, escribieron "The Square es un santuario de confianza y cuidado, todos compartimos los mismos derechos y obligaciones ". Mientras trabajaba en el guion, Östlund visitó numerosas galerías de arte.
En una escena, un hombre con el síndrome de Tourette le grita a un periodista. Östlund dijo que esto se inspiró en un incidente real en un teatro sueco, y se representó sin temor a la insensibilidad, ya que dijo que todas las personas están satirizadas en su trabajo.El comienzo de la película también se inspiró en un incidente real, cuando en Gothenburg Östlund vio a una mujer correr hacia un hombre, diciendo que alguien iba a matarla. Otro hombre llegó y gritó. Resultó ser una estratagema, en la que el teléfono móvil de Östlund fue robado.

### Casting
El actor danés Claes Bang se enteró del proyecto a través de Tanja Grunwald, quien era de Dinamarca y escogió The Square. Bang asistió a tres audiciones, involucrando mucha improvisación.Esto llevó a Elisabeth Moss y Dominic West a unirse al elenco. Moss practicó la improvisación durante dos horas para asegurarse su parte. Östlund dijo que era un desafío para Moss y West adaptarse a la dirección sueca, pero finalmente se ajustaron.

### Rodaje

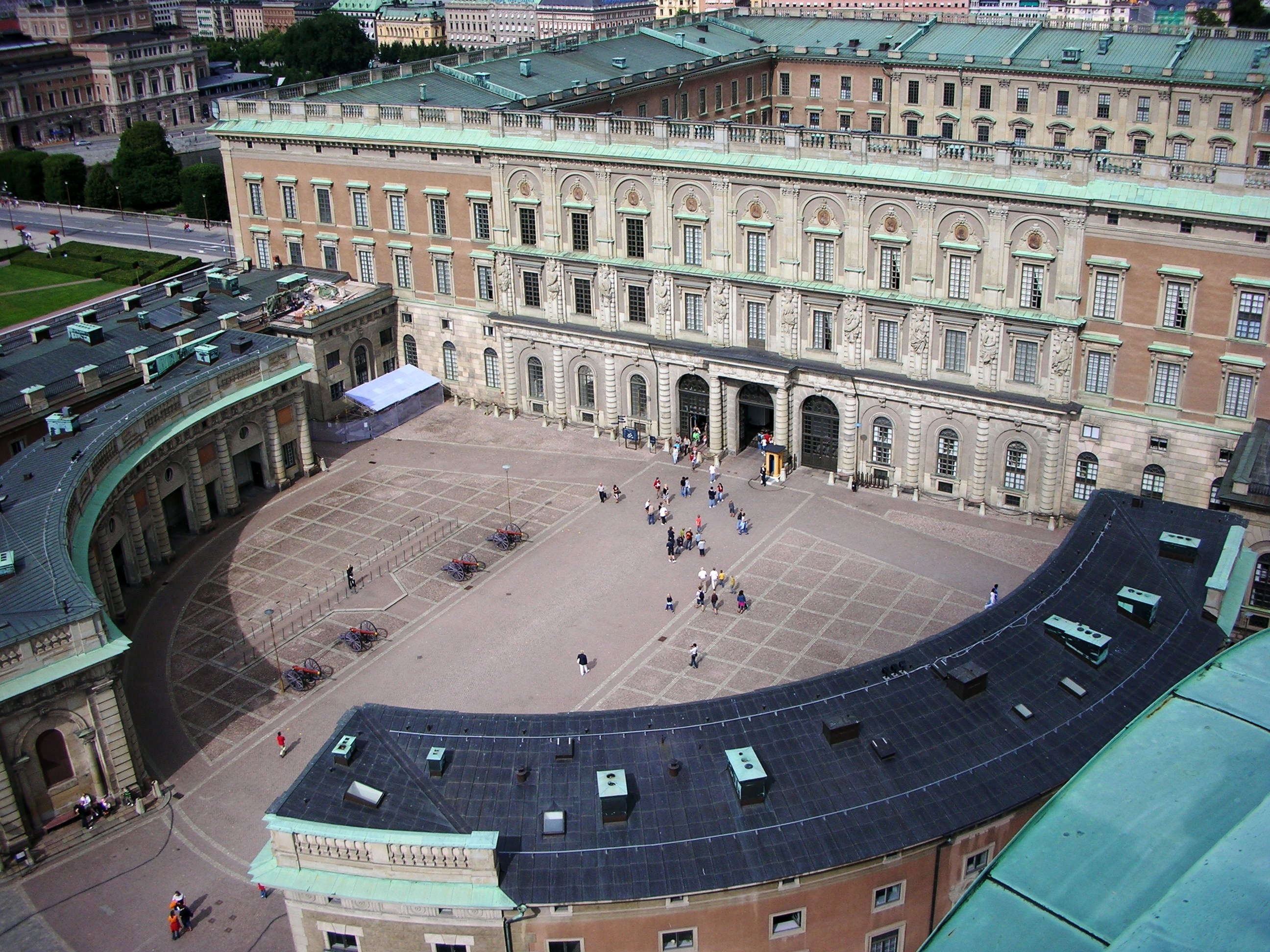
Palacio de Estocolmo.

La filmación tuvo lugar de junio a octubre de 2016 en Gotemburgo, Estocolmo y Berlín. La galería en la película se basa en el Palacio de Estocolmo . Gran parte del arte representado fue diseñado para la película, con instalaciones influenciadas por Robert Smithson , una auténtica imagen de Garry Winogrand , y otra obra de Östlund y Kalle Boman.

## Premios
| Premio                                     | Fecha de ceremonia      | Categoría                          | Nominado/a     | Resultado | Ref(s) |
| ------------------------------------------ | ----------------------- | ---------------------------------- | -------------- | --------- | ------ |
| Premios Oscar                              | 4 de marzo de 2018      | Mejor Película de habla no inglesa | Ruben Östlund  | Nominada  | [ 5 ]  |
| Bodil Awards                               | Marzo de 2018           | Mejor película no americana        | Ruben Östlund  | Ganadora  | [ 6 ]  |
| Boston Society of Film Critics             | 10 de diciembre de 2017 | Mejor película extranjera          | Ruben Östlund  | Ganadora  | [ 7 ]  |
| British Independent Film Awards            | 10 de diciembre de 2017 | Mejor película extranjera          | Ruben Östlund  | Nominada  | [ 8 ]  |
| Cannes Film Festival                       | 28 de mayo de 2017      | Palme d'Or                         | Ruben Östlund  | Ganadora  |        |
| Cannes Film Festival                       | 28 de mayo de 2017      | Vulcan Award                       | Josefin Åsberg | Ganadora  |        |
| Chicago Film Critics Association           | 12 de diciembre de 2017 | Mejor película extranjera          | Ruben Östlund  | Ganador   | [ 9 ]  |
| Premios César                              | 2 de marzo de 2018      | Mejor película extranjera          | Ruben Östlund  | Nominado  | [ 10 ] |
| Critics' Choice Movie Awards               | 11 de enero de 2018     | Mejor película extranjera          | Ruben Östlund  | Nominado  | [ 11 ] |
| Dallas-Fort Worth Film Critics Association | 13 de diciembre de 2017 | Mejor película extranjera          | Ruben Östlund  | Ganadora  | [ 12 ] |
| European Film Awards                       | 9 de diciembre de 2017  | Mejor película                     | Ruben Östlund  | Ganadora  | [ 13 ] |
| European Film Awards                       | 9 de diciembre de 2017  | Mejor comedia                      | Ruben Östlund  | Ganadora  | [ 13 ] |
| European Film Awards                       | 9 de diciembre de 2017  | Mejor director                     | Ruben Östlund  | Ganador   | [ 13 ] |
| European Film Awards                       | 9 de diciembre de 2017  | Mejor guion                        | Ruben Östlund  | Ganador   | [ 13 ] |
| European Film Awards                       | 9 de diciembre de 2017  | Mejor Actor                        | Claes Bang     | Ganador   | [ 13 ] |
| European Film Awards                       | 9 de diciembre de 2017  | Mejor diseño de producción         | Josefin Åsberg | Ganadora  | [ 14 ] |
| Fantastic Fest                             | Septiembre de 2017      | Mejor comedia                      | Ruben Östlund  | Ganador   | [ 15 ] |
| Golden Globes                              | 7 de enero de 2018      | Mejor película extranjera          | Ruben Östlund  | Nominada  | [ 16 ] |
| Premios Goya                               | 3 de febrero de 2018    | Mejor película europea             | Ruben Östlund  | Ganadora  | [ 17 ] |